# Municipio de McRae
El municipio de McRae (en inglés: McRae Township) es un municipio ubicado en el condado de White en el estado estadounidense de Arkansas. En el año 2010 tenía una población de 1285 habitantes y una densidad poblacional de 25,53 personas por km².

## Geografía
El municipio de McRae se encuentra ubicado en las coordenadas 35°5′56″N 91°48′40″O / 35.09889, -91.81111. Según la Oficina del Censo de los Estados Unidos, el municipio tiene una superficie total de 50.33 km², de la cual 50,09 km² corresponden a tierra firme y (0,48 %) 0,24 km² es agua.

## Demografía
Según el censo de 2010, había 1285 personas residiendo en el municipio de McRae. La densidad de población era de 25,53 hab./km². De los 1285 habitantes, el municipio de McRae estaba compuesto por el 96,03 % blancos, el 1,25 % eran afroamericanos, el 0,23 % eran amerindios, el 0,08 % eran asiáticos, el 1,48 % eran de otras razas y el 0,93 % eran de una mezcla de razas. Del total de la población el 3,19 % eran hispanos o latinos de cualquier raza.